# Stadionkwartier (Breda)
Het Stadionkwartier was een nieuw project en bouwplan rond het Rat Verlegh Stadion van de voetbalclub NAC Breda in Breda.
Het plan was om het Rat Verlegh Stadion verder uit te breiden. Ook zouden er rond het terrein van het stadion, het terrein Steenakker, diverse winkels, een megasupermarkt, een sportcentrum en een megabioscoop met circa tien zalen en 2000 stoelen worden gebouwd, alsook 14.000 vierkante meter kantoorruimte, verdeeld over zes kantoorgebouwen.
Het stadion zou moeten worden uitgebreid met 12.500 vierkante meter, met daarin nieuwe kleedkamers. Verder zou er een nieuwe eretribune met een eigen ingang moeten komen die als het ware boven de tribunes zweeft. Het aantal zitplaatsen in het stadion zou daarmee groeien van 17.064 naar 20.000.
Ook zou een nieuwe businessclub plaats moeten bieden aan vergaderingen en congressen en dienst kunnen doen als congrescentrum. Verder was in een sportcentrum en een sauna of andersoortige ruimte ten behoeve van de gezondheid voorzien. Er zouden 1976 parkeerplaatsen in het Stadionkwartier komen.
Het totale project zou circa 100 miljoen euro kosten. Op 16 december 2008 werd een akkoord gesloten tussen de gemeente Breda en diverse betrokken partijen.
Op 3 juli 2012 werd het project Stadionkwartier Breda echter failliet verklaard. Eerder al was HEJA Projectontwikkeling BV, dat het Stadionkwartier had ontwikkeld, failliet verklaard.